# Климат Антальи
Климат Антальи — средиземноморский субтропический с мягкой, и как правило, дождливой зимой и жарким, засушливым и долгим летом.
На микроклимат Антальи влияют Таврские горы, которые окружают город в полукольцо, затрудняя проникновение холодных воздушных масс с севера, а также тёплое Средиземное море, которое согревает город зимой и поддерживает относительно высокую круглогодичную влажность (в том числе и в летние месяцы), которая почти постоянна в течение года и составляет 65 %, а летом не понижается ниже 60 %. Для воздушных масс, движущихся с южных направлений, Анталья является открытым городом, что обуславливает высокие летние температуры и отсутствие ночной прохлады в сочетании с достаточно высокой влажностью.
Солнечное сияние в Анталье составляет 2640 часов в году (что выше даже чем в Судаке — самом солнечном населённом пункте Крыма, где оно составляет около 2550 часов в году). Средняя температура января составляет +9,6 °C, июля +28,5 °C. Среднегодовая температура составляет +18,4 °C. Разница между рекордами температур относительно невелика и составляет чуть менее 50 °C, что близко к аналогичным показателям в Ялте, с разницей, что оба экстремума в Анталье значительно выше.
Анталья является одним из самых тёплых крупных городов Турции, уступая лишь Аланье, расположенной восточнее. Купальный сезон в Средиземном море длится 8-9 месяцев, начинаясь в конце апреля и заканчиваясь в середине ноября, однако даже в январе-феврале море ниже 16 °C, как правило, не остывает. Впрочем, как и в Чёрном море, в Средиземном море бывают апвеллинги, когда из глубины выносятся холодные слои, и температура в море может опустится даже в летние месяцы до этих значений (или даже ниже их).

## Осадки
Анталья является типичным примером города средиземноморского климата по режиму осадков. В июне-сентябре осадки в Анталье редки, в связи с устойчивой зоной очагового высокого давления, которое блокирует возможность образования облаков, чему способствует также высокое положение Солнца над горизонтом. Ситуация меняется в середине октября, когда Средиземное море становится генератором циклонов. В результате чего в осенне-зимние месяцы в Анталье наступает зимний муссон, приводящий к сильным дождям, порой приводящим к наводнениям и штормам на море. Иногда за сутки может выпасть более 200 мм осадков. Так, 11 октября 2011 года выпало 284 мм осадков за сутки, что привело к огромному шторму и разрушениям.
Как правило, за декабрь выпадает 262 мм осадков, в то время как за июль и август соответственно 3 и 2 мм соответственно. Однако в ноябре 2001 года выпало 953 мм осадков, что чуть меньше годовой нормы в Анталье, которая составляет 1119 мм. Количество осадков в Анталье больше, чем в Ялте, но значительно меньше, чем в Сочи. Однако в Анталье муссонный характер осадков выражен значительно больше, чем в Ялте, а в Сочи осадки почти равномерно выпадают в течение года.
Снег в Анталье бывает иногда в январе-феврале (и чрезвычайно редко в другой месяц с ноября по март), но выпадает не каждый год. В среднем снег выпадает раз в два-три года. Однако окружающие город Таврские горы покрыты снегом, вместе с тем, с ноября по май.

## Характеристика сезонов
Классических времён года в Анталье нет, не только ввиду субтропического климата, но также и ввиду отсутствия чётких границ между осенью и весной. Год делится на жаркий и сухой сезон (с мая по сентябрь) и холодный и влажный (с сентября по апрель). Остальные сезоны классифицируются весьма условно.

### Зима
Зима в Анталье по температурному режиму в среднем напоминает середину осени (конец сентября — начало октября) или весны (вторая половина апреля) в средней полосе России. Среднесуточная температура составляет 9-10 °C, днём температура в среднем повышается до +16 °C, ночью опускается до +6 °C. Несмотря на то, что зима очень мягкая, она подвержена частым переменам погоды и варьирует от года к году. Зима очень дождливая, погода, как правило, доминирует пасмурная, однако возможны отдельные тёплые солнечные дни, когда температура повышается вплоть до +20 °C (как правило, когда происходит вынос воздуха с пустынь на юге). Возможны и похолодания при вторжении воздуха с севера, несмотря на защиту со стороны Таврских гор, когда возможны слабые ночные заморозки, а очень редко — небольшие морозы, а днём температура падает ниже +10 °C. Заморозки в Анталье бывают относительно редко, в среднем температура опускается ниже 0 °C в течение одного-двух дней в году.
Солнце ввиду южной географической широты города даже в декабре остаётся достаточно тёплым для дневного прогрева воздуха, поэтому самые холодные дни бывают при вторжении холодных циклонов. Подобная погода держится все три месяца, в декабре обычно несколько теплее, чем в январе-феврале.

### Весна
Наступление весны в Анталье ввиду остывания моря и устойчивого циклогенеза первоначально происходит значительно более медленными темпами, чем в других регионах на аналогичных широтах. В марте погода практически не отличается от февральской, продолжаются сильные дожди. Погода начинает кардинально меняться в апреле: количество дождей начинает уменьшаться, море начинает постепенно прогреваться. В мае среднесуточная температура превышает +20 °C, а дожди ко второй половине практически прекращаются, и наступает лето. Весной изредка возможен эндогенный вынос песка с пустынь, и эпизодически бывает пылевая буря (в среднем раз в два года).

### Лето
Летние месяцы в Анталье характеризуются очень высокими температурами. Температура в дневное время очень редко опускается ниже +30 °C в тени, однако возможно её повышение вплоть до +45 °C. Из-за высокой влажности эффективная температура в Анталье также очень высокая и делает жару труднопереносимой. Ночью температура в среднем составляет +23 °C, суточные колебания оказываются довольно значительными вследствие стока холодного воздуха с гор и морскому бризу, которые немного усиливают ночную прохладу. Ультрафиолетовый индекс очень высокий и составляет 10-11 в полуденные часы, достигая «экстремального» уровня. Осадки в летние месяцы очень редки. Температура моря составляет +28-29 °С.

### Осень
В сентябре погода практически не отличается от летних месяцев. Истинное начало осени в Анталье условно принимается за начало сезона дождей, которое наступает в октябре. Интересной особенностью в октябре является практически равная температура моря и воздуха. Бархатный сезон в Анталье, как правило, наступает во второй половине октября — первой половине ноября, его продолжительность сильно зависит от года, однако тёплое море и отсутствие сильной жары делают это время лучшим для отдыха. Остывание моря в Анталье происходит продолжительное время и купальный сезон обычно завершается лишь в ноябре, когда погода меняется на сырую и пасмурную, начинаются продолжительные ливни.

## Климатограмма
| Показатель                    | Янв.  | Фев.  | Март | Апр. | Май  | Июнь | Июль | Авг. | Сен. | Окт. | Нояб. | Дек. | Год    |
| ----------------------------- | ----- | ----- | ---- | ---- | ---- | ---- | ---- | ---- | ---- | ---- | ----- | ---- | ------ |
| Абсолютный максимум, °C       | 23,9  | 23,4  | 28,8 | 33,2 | 37,6 | 43,5 | 45,2 | 43,3 | 41,2 | 37,7 | 33    | 25,4 | 45,2   |
| Средний суточный максимум, °C | 15    | 15,4  | 18,1 | 21,5 | 26,1 | 31,4 | 34,6 | 34,4 | 31,4 | 26,9 | 21    | 16,4 | 24,35  |
| Средняя температура, °C       | 9,6   | 9,9   | 12,2 | 15,8 | 20,3 | 25,3 | 28,3 | 27,8 | 24,3 | 19,5 | 14,2  | 10,8 | 16,98  |
| Средний суточный минимум, °C  | 5,5   | 5,8   | 7,5  | 10,7 | 14,6 | 19,1 | 22,3 | 22,1 | 18,7 | 14,7 | 9,9   | 6,9  | 13,15  |
| Абсолютный минимум, °C        | −2    | −4,4  | −1,6 | 1,4  | 6,7  | 11,1 | 14,8 | 15,3 | 10,6 | 4,9  | 0,8   | −1,6 | −4,4   |
| Норма осадков, мм             | 226,9 | 138,6 | 99,7 | 61,2 | 32   | 9,1  | 5,6  | 5,1  | 15,6 | 85,5 | 171,5 | 269  | 1119,8 |
| Температура воды, °C          | 17    | 16    | 16   | 18   | 20   | 24   | 26   | 27   | 26   | 24   | 21    | 18   | 21     |
| Источник: Климат Антальи      |       |       |      |      |      |      |      |      |      |      |       |      |        |